# Dalmatinski skup
Dalmatinski skup je bilo društvo koje je okupljalo hrvatske intelektualce iz Trsta i okolice ("društva koje drži »na okupu našu inteligenciju ovoga grada«").
Bilo je najaktivnije hrvatsko društvo u Trstu. Osnovano je 1900. godine. Osnovao ga je dr. Drago Lukež, a u osnivanju sudjelovala je Slavjanska čitaonica. 
Namjesništvo je listopada 1900. potvrdilo pravila društva. U Edinosti je objavljeno da se pozivaju "svi oni Dalmatinci i braća Istrani, koji žive u Trstu, koji namjeravaju pristupiti novom jak važnom društvu, na prijateljski sastanak i dogovor" radi održavanja glavne skupščine, koja će se održati u subotu 20. listopada 1900. navečer u »Delavskem podpornem društvu«, (Via Molin 1).
Prvi predsjednik Dalmatinskog skupa bio je hrvatski političar iz Narodne hrvatske stranke Antun Vuković Vučidolski, koji je od lipnja 1908. počasni predsjednik.
Tajnikom Dalmatinskog skupa bio je pravnik Uliks Stanger, jedan od stupova hrvatskoga liberalnog pokreta u Istri i jedan od čelnika Hrvatsko-slovenske narodne stranke.
Vjerojatno je djelovalo do kraja Prvog svjetskog rata. Društvo je imalo sjedište, barem nekoliko godina, u Via della sanita 16, I. kat, a 1907. u novinama se spominje njegova plesna škola za djecu, tamburaški zbor, pjevački zbor, dramska grupa. 
Ostala hrvatska društva u Trstu bila su Hrvatsko društvo Strossmayer (tal. Circolo croato Strossmayer), društvo "Jadran", Narodna radnička organizacija.
Dalmatinski skup djelovao je i u Puli. Zabilježeno je da je 28. rujna 1908. godine na dan sv. Jeronima, zaštitnika Dalmacije, Dalmatinski skup dao odslužiti svečanu sv. misu u stolnoj crkvi u Puli, a na nju su pozvani "u prvom redu braća iz Dalmacije te ostali Hrvati grada Pule".
Među poznatim članovima društva bili su prof. Mandić, dr Martinis, dr Tresić Pavičić i dr.